# Хатилова Гута
Хатилова Гу́та — село в Україні, у Гончарівській селищній громаді Чернігівського району Чернігівської області. Населення становить 86 осіб. До 2020 орган місцевого самоврядування — Боровиківська сільська рада.